# Santa Margarida de Martorell
Santa Margarida de Martorell és un jaciment arqueològic situat a Martorell, (Baix Llobregat), declarat Bé cultural d'interès local.
Està format per una basílica paleocristiana, una necròpolis paleocristiana i medieval, un nucli d'hàbitat, una sagrera medievals i una església romànica. Presenta una seqüència arqueològica que s'estén des dels segles vi i vii dC fins a mitjans del segle xx dC. Tant l'església paleocristiana com l'església romànica de Santa Margarida que s'hi aixeca al damunt són obres incloses a l'Inventari del Patrimoni Arquitectònic de Catalunya.
Aquest jaciment, que és gestionat pel Centre d'Estudis Martorellencs, té la condició d'extensió del Museu Municipal Vicenç Ros de Martorell i està catalogat com a Bé Cultural d'Interès Local (BCIL). És objecte d'un projecte de recerca arqueològica que impulsa el Centre d'Estudis Martorellencs des de l'any 1972, al que s'incorporà el Departament de Prehistòria, Història Antiga i Arqueologia de la Universitat de Barcelona a partir de l'any 1981.

## Situació
L'església de Santa Margarida és situada al centre de la plana de suau pendent que s'estén entre la serra de l'Ataix i el Montgoi i el riu Anoia, al terme municipal de Martorell. Un espai que correspon a l'àmbit territorial de l'antic monestir de Sant Genís de Rocafort. Es tracta de terrenys dedicats al cultiu durant bona part de la seva història i avui fortament pressionats pel traçat de l'autopista AP-7 i per la presència d'algunes activitats extractives i industrials del ram de la construcció. Aquest espai és creuat per diversos torrents que desaigüen a l'Anoia, molt modificats en el seu traçat de la part inferior per la construcció de l'autopista que ha desviat o deixat fora d'ús alguns trams. S'accedeix al jaciment des de la carretera de Martorell a Gelida (km. 0,5), seguint el desviament que condueix al cementiri municipal de Martorell.

## Descripció
L'església és de tipus paleocristià construïda en època visigòtica només es conserva en planta. És situada sota de l'església, que fou parròquia del priorat de Rocafort, de Santa Margarida (romànica). L'església paleocristiana és de nau única, amb capçalera tripartida formada per tres cambres arrenglerades i adossades a un mur de fons recte. L'absis és de secció semi circular (dibuixa un arc de ferradura) i conté basament d'obra de l'altar. Les cambres laterals, segurament, sagristies, són de planta rectangular. Dins de l'absis hi ha tres nivells de paviment, l'inferior dels quals en fou arrencada la capa superficial, i les altres dos són d' opus signinum. L'aparell és fet amb còdols i pedres sense treballar, amb carreus bastant gran.
De l'església paleocristiana no es conserva documentació. L'hem datada al segle VI per la seva estructura tipologica. No sabem si en origen fou parròquia o, potser, monestir. Sobre les restes de l'antiga al s. XII (finals) hi fou construïda una església romànica, que seria la parròquia de l'antic priorat de St. Genís de Rocafort, documentat el 1042 quan fou dotat per Guillem de Castellvell.

## Arqueologia
Entre 1877 i 1888 alguns integrants de l'Associació Catalanista d'Excursions Científiques i de l'Associació d'Excursions Catalana, ambdues embrió del que a partir de 1891 seria el Centre Excursionista de Catalunya, van visitar en diverses ocasions l'ermita de Santa Margarida, constatant la seva antiguitat i deixant constància en les memòries de les excursions de l'existència de tombes antigues i de la realització d'obres i excavacions arqueològiques cap a l'entorn de 1870.
No s'ha identificat a qui correspon la iniciativa d'aquelles excavacions, de les que s'han trobat clares mostres, però tot fa pensar que podrien haver estat impulsades per Francesc Santacana i Campmany, fundador del Museu de l'Enrajolada de Martorell i persona vinculada a les entitats excursionistes. Cal assenyalar que en aquest museu es conserven diverses peces procedents de Santa Margarida.
Malgrat aquests precedents, Santa Margarida no serà objecte d'atenció per part dels arqueòlegs fins pràcticament un segle més tard. Serà el 1972 quan un grup de martorellencs, que posteriorment fundaran el Centre d'Estudis Martorellencs, emprendrà la recuperació i l'estudi del lloc, totalment abandonat en aquell moment i amb la casa adjacent deshabitada.
Des de 1981 el Centre d'Estudis Martorellencs i el Departament de Prehistòria, Història Antiga i Arqueologia de la Universitat de Barcelona hi desenvolupen un projecte de recerca conjunt.